# Koppe princeps
Koppe princeps är en spindelart som beskrevs av Christa L. Deeleman-Reinhold 200. Koppe princeps ingår i släktet Koppe och familjen flinkspindlar.
Artens utbredningsområde är Sulawesi. Inga underarter finns listade i Catalogue of Life.